# Горен Пфалц
Горен Пфалц (на немски: Oberpfalz) e окръг в Бавария, Германия с площ 9691.03 km² и 1.081.536 жители (към 31 декември 2011).
Намира се в Североизточна Бавария и граничи с Чехия и с районите Горна Бавария, Долна Бавария, Средна Франкония и Горна Франкония.
Столица на окръга е град Регенсбург. До 1954 г. районите Долна Бавария и Горен Пфалц са управлявани заедно.

## Най-големи градове
| Град                    | Окръг                                                 | Население | Изображение |
| ----------------------- | ----------------------------------------------------- | --------- | ----------- |
| Регенсбург              | самостоятелна община, непринадлежаща към никой окръг  | 150.894   |             |
| Вайден-ин-дер-Оберпфалц | самостоятелна община, непринадлежаща към никой окръг, | 42.543    |             |
| Амберг                  | самостоятелна община, непринадлежаща към никой окръг, | 42.248    |             |
| Ноймаркт                | Ноймаркт-ин-дер-Оберпфалц                             | 40.002    |             |
| Швандорф                | Швандорф                                              | 29.130    |             |